# August von Werlhof
August Carl Ernst von Werlhof (* 9. Februar 1809 in Celle; † 23. März 1895 in Hannover) war Justizrat in Celle.

## Leben
Er war ein Enkel des Vizepräsidenten des Oberappellationsgerichts Celle Gottfried von Werlhof (1744–1832). Seine Eltern waren der Kanzleidirektor in Göttingen Gottlieb von Werlhof und dessen Ehefrau Charlotte Catharina Soest (1767–1842).
Werlhof studierte ab 1826 Rechtswissenschaften an der Universität Göttingen und war Mitglied des Corps Lunaburgia Göttingen. Der Neffe von Ernst August von Werlhof war zunächst in Vethem und Sinndorf, Bezirk Lüneburg. Ab 1852 war er Oberappellationsgerichtsrat in Celle. 1867 bis 1876 war er Direktor des Obergerichts Lüneburg. Er war auch Kapitular des Domstifts Bardowick.

### Familie
Er heiratete am 22. März 1838 Emilie von Berlepsch (1817–1854). Das Paar hatte mehrere Kinder:
- Paul (* 1838), Dr. phil. ⚭ Agnes von Knutsch (* 1849)
- Helene (* 1840) ⚭ Wilhelm von Hayn, preußischer Oberst
- Gustav (1843–1908), sächsischer Generalmajor ⚭ 1875 Marla von Götz (* 1855)
- Ernst (1853–1921), sächsischer Generalmajor

Am 27. November 1856 heiratete er in Prießnitz Toska von Einsiedel (1825–1907). Deren Tochter Anna (1857–1932) heiratete 1877 Louis von Kamphövener. Das Paar hatte noch einen Sohn Bodo (* 1859).

## Ehrungen
- Der Obergerichtsdirektor wurde laut dem Adressbuch der Königlichen Haupt- und Residenzstadt Hannover für 1866 mit der Goldenen Ehrenmedaille für Kunst und Wissenschaft ausgezeichnet.[4]

## Veröffentlichungen
- Handbuch der griechischen Numismatik mit besonderer Rücksicht auf deren Literatur, unter Zugrundelegung von Akerman's Manual bearbeitet von A. C. E. von Werlhof.
- Biblische Numismatik, oder Erklärung der in der heil. Schrift erwähnten alten Münzen. (Online) (Eine Übersetzung von Celestino Cavedonis Werk)
- Johann Werlhof (1660–1711), Hofrath, Professor der staatswissenschaften und Rechte zu Helmstädt: dem Herrn Canzlei-Director Ernest August von Werlhof ... am Tage der fünfzigjährigen Dienst-Jubelfeier 19. Januar 1849.